# Крунк (БПЛА)
Крунк (вірм. Կռունկ — «журавель») — тактичний безпілотний літальний апарат вірменського виробництва. «Крунк» став одним з нових видів продукції вірменського ВПК. Перші повідомлення про БПЛА датуються 18 червня 2011 р.

## ЛТХ
Апарат оснащений програмованим автопілотом і може перебувати в повітрі 5 годин. Максимальна висота 5400 м, практична стеля 4500 метрів, крейсерська швидкість 150 км/год.
На апараті встановлений підфюзеляжний малорозмірний гіростабілізований оптико-електронний підвіс з відео- і фотокамерою. Він здатний оперативно відзняти і в реальному часі передати артилерійським, ракетним, розвідувальним підрозділам і групам спеціального призначення дані відеорозвідки. Крім розвідувальних функцій, безпілотники також інтегровані в систему управління артилерією. Безпілотники Крунк мають максимальну злітну масу 60 кг; виготовлені з композитних матеріалів, для отримання яких у Вірменії були розвинені і застосовані західні технології.
Бортова апаратура може управлятися з наземної станції розрахунком з трьох операторів.
Безпілотник пройшов випробування в складних погодних умовах.
Назва безпілотного літального апарата обрано не випадково, так як журавель завжди повертається в насиджені місця.

## Моделі
- Крунк 25-1
- Крунк 25-2

## На озброєнні
- Вірменія — 15 одиниць на 2016 рік[2]
- Нагірно-Карабаська Республіка — Збройні сили НКР